# Paolo Virno
Paolo Virno (Nápoles, 14 de mayo de  1952) es un filósofo y semiólogo italiano de orientación marxista. Implicado en los movimientos sociales de las década del '60 y '70, fue arrestado y encarcelado en 1979, acusado de pertenecer a las Brigadas Rojas. Pasó varios años de prisión antes de ser finalmente absuelto, tras lo cual organizó la publicación Luogo Comune para dar expresión a las ideas políticas desarrolladas en los años de cárcel. Actualmente enseña filosofía del lenguaje en la Universidad de Roma III.

## Biografía
Virno nació en Nápoles, pero pasó su infancia y adolescencia en Génova. Tuvo sus primeras experiencias políticas con ocasión de los movimientos sociales de 1968; la asociación entre realización personal y lucha contra el capitalismo, propia de la critique artiste de los años '60, constituiría luego uno de los motivos cruciales de su filosofía política. Se trasladó a Roma junto con su familia a comienzos de los '70, donde cursó estudios universitarios de filosofía.
Simultáneamente, Virno se implicó en los movimientos obreristas y militó en la organización Potere Operaio, un grupo marxista implicado en la movilización de los trabajadores industriales; Potere Operaio, a diferencia de los gobiernos comunistas de la Unión Soviética y China, buscaba combinar la acción estudiantil con la obrera en un programa próximo a la teoría marxiana original de crítica a la organización del trabajo. Virno participó en el movimiento, organizando acciones colectivas en las fábricas del norte italiano, hasta su disolución en 1973.
En 1977 Virno presentó su tesis doctoral sobre el concepto de trabajo y la teoría de la consciencia de Theodor Adorno, mientras participaba activamente en el movimiento del '77, donde se organizaba en torno a los trabajadores precarios y otros excluidos del circuito capitalista una fuerte acción social. La revista Metrópoli, que fundó Virno junto con Oreste Scalzone y Franco Piperno, fue en parte el órgano intelectual del movimiento. Dos años más tarde, la junta editorial de Metrópoli fue encarcelada, acusada de pertenecer a las Brigadas Rojas.
Los tres años de prisión preventiva fueron una época de intensa actividad intelectual para Virno y otros implicados. Tras ser condenado en 1982 a 12 años de prisión por "actividades subversivas y constitución de banda armada" (aunque los cargos de pertenencia a las Brigadas Rojas no se verificaron), apeló y fue puesto en libertad a la espera del juicio en segunda instancia; en 1987 sería finalmente absuelto, junto con Piperno. La experiencia de esos años se volcaría en la organización de la publicación Luogo Comune, dedicada al análisis de las formas de vida en la situación social del posfordismo; en 1993 abandonaría el puesto de editor de Luogo Commune para enseñar filosofía en la Universidad de Urbino. En 1996 fue invitado por la Universidad de Montreal; a su regreso, ocupó la cátedra de filosofía del lenguaje, semiótica y ética de la comunicación en la Universidad de Cosenza (Calabria).

## Pensamiento
Las obras tempranas de Virno estuvieron directamente ligadas a su participación política; sin embargo, tras los años de cárcel, en que junto con sus compañeros de prisión desarrollaron intensos estudios de filosofía, se ha centrado en investigaciones teóricas más ambiciosas, abarcando la filosofía política, la lingüística y el estudio de los medios de comunicación de masas.
Por un lado, los estudios de filosofía del lenguaje han llevado a la confrontación de temas clásicos de la filosofía —como el ańalisis de la subjetividad— con los límites que el marco lingüístico impone; por otro, ha explorado la dimensión ética de la comunicación. El punto de unión entre estos campos es un materialismo que abarca los procesos de lenguaje y el pensamiento como trabajo, entroncando con la tradición de Adorno y de Alfred Sohn-Rethel; la interrelación entre trabajo, pensamiento, lenguaje, sociedad e historia es el nexo de su pensamiento filosófico.
Los conceptos filosóficos, sin embargo, mantienen un nexo estrecho con la teoría y la acción políticas; las nociones de "mundo", "poder", "posibilidad" o "historia", que han constituido la mejor parte de su reflexión, se han concebido en clave marxista. 
Virno sostiene la condición histórica y lingüística de los conceptos políticos —Estado, soberanía, obediencia, legalidad, legitimidad—, que se aceptan en la teoría social y en la filosofía como invariantes, aunque hayan sido inventados polémicamente en el siglo XVII, con objetivos políticos y polémicos muy concretos. La reinvención de los conceptos de la sociedad es parte de la tarea política que se ha propuesto; el concepto de éxodo es quizás el mejor ejemplo de esta articulación, donde las experiencias personales de la emoción se entienden como un acto de resistencia hacia el poder constituido, la asunción por la personalidad de la huida como reacción a la estructura social. Sobre estas líneas, Virno ha criticado la restricción a lo simbólico de los movimientos contraculturales, intentando elaborar formas de acción alternativas. La noción de multitud, adoptada de Spinoza, está en el centro de la elaboración más reciente de esta problemática.

## Obra
- Virno, Paolo (1986). Convenzione e Materialismo. Roma: Ed. Theoria.
- Virno, Paolo (1991). Opportunisme, Cynisme et Peur. Ambivalence du Désenchantement Suivi de les Labyrinthes de la Langue. Paris-Combas: Editions de l'éclat.
- Virno, Paolo (1994). Mondanità. L'idea di "Mondo" tra Esperienza Sensibile e Sfera Pubblica. Roma: Ed. Manifestolibri.
- Virno, Paolo (1996). «Virtuosity and Revolution: The Political Theory of Exodus». Radical Thought in Italy: A Potential Politics. Minneapolis: University of Minnesota Press. Pp. 189-209.
- Virno, Paolo (1996). «The Ambivalence of Disenchantment». Radical Thought in Italy: A Potential Politics. Eds. Paolo Virno and Michael Hardt. Minneapolis: University of Minnesota Press. Pp. 17-18.
- Virno, Paolo (1996). «Do You Remember Counterrevolution?». Radical Thought in Italy: A Potential Politics. Eds. Paolo Virno and Michael Hardt. Minneapolis: University of Minnesota Press. Pp. 241-259.
- Virno, Paolo (2003). Virtuosismo y revolución. La acción política en la era del desencanto. Madrid: Traficantes de Sueños. Archivado el 19 de febrero de 2011 en Wayback Machine.
- Virno, Paolo (2003). Gramática de la multitud. Para un análisis de las formas de vida contemporáneas. Madrid: Traficantes de Sueños. Archivado el 19 de febrero de 2011 en Wayback Machine.
- Virno, Paolo (2003). El recuerdo del presente, Ensayo sobre el tiempo historico. Buenos Aires-Barcelona: Ed. Paidos.

- Virno, Paolo (2004). A Grammar of the Multitude: For an Analysis of Contemporary Forms of Life. Nueva York: Semiotext[e].
- Virno, Paolo (2004). Cuando el verbo se hace carne. Lenguaje y naturaleza humana. Buenos Aires: Editorial Cactus.
- Virno, Paolo (2004). Palabras con palabras. Poderes y limites del lenguaje. Buenos Aires-Barcelona: Ed. Paidos.

- Virno, Paolo (2005). Cuando el verbo se hace carne. Lenguaje y naturaleza humanas. Madrid: Traficantes de Sueños. Archivado el 2 de enero de 2007 en Wayback Machine.
- Virno,  Paolo (2022). Sobre la Impotencia. La vida en la era de su parálisis frenética.

### En castellano
- "Virtuosismo y revolución: notas sobre el concepto de acción política"
- "Virtuosismo y revolución, la acción política en la época del desencanto" (PDF) Archivado el 5 de noviembre de 2005 en Wayback Machine.
- "Gramática de la multitud: Para un análisis de las formas de vida contemporáneas" (PDF) Archivado el 6 de noviembre de 2005 en Wayback Machine.
- "La felicidad sigue siendo el asunto principal"
- "Ante un nuevo siglo XVII"
- "Dossier de lecturas seminario Paolo Virno" (PDF) Archivado el 27 de diciembre de 2005 en Wayback Machine.
- "Cuando el verbo se hace carne: Lenguaje y naturaleza humana"
- "El chiste y la acción innovadora" Archivado el 11 de mayo de 2008 en Wayback Machine.

### En otros idiomas
- "Grammatica della moltitudine:Per un’analisi delle forme di vita contemporanee"
- "Grammaire de la multitude: Pour une analyse des formes de vie contemporaines"
- "Gramática da multidão: Para uma Análise das Formas de Vida Contemporâneas" Archivado el 11 de noviembre de 2005 en Wayback Machine.
- "A Grammar of the Multitude: For an Analysis of Contemporary Forms of Life"
- "Moltitudine e principio di individuazione" Archivado el 17 de noviembre de 2005 en Wayback Machine.

- Datos: Q747790